# Lissotesta gittenbergeri
Lissotesta gittenbergeri is een slakkensoort uit de familie van de Skeneidae. De wetenschappelijke naam van de soort is voor het eerst geldig gepubliceerd in 1988 door van Aartsen & Bogi.